# Ландон (Кентаки)
Ландон (енгл. London) град је у америчкој савезној држави Кентаки.

## Демографија
По попису из 2010. године број становника је 7.993, што је 2.301 (40,4%) становника више него 2000. године.
| Група             | 2000.         | 2010.         |
| Белци             | 5.449 (95,7%) | 7.494 (93,8%) |
| Афроамериканци    | 104 (1,8%)    | 139 (1,7%)    |
| Азијати           | 39 (0,7%)     | 49 (0,6%)     |
| Хиспаноамериканци | 27 (0,5%)     | 193 (2,4%)    |
| Укупно            | 5.692         | 7.993         |